# Happy Hall
Happy McNair Hall (Nassau, 31 marzo 1987) è un calciatore bahamense, centrocampista del Westside.

## Carriera

### Club
Dopo la laurea, Hall ha giocato brevemente con i North York Astros nel 2008.
Dopo la conclusione della stagione di calcio inglese, Hall ritorna negli Stati Uniti, e ha firmato per giocare la terza volta per il Bradenton Academics nel 2009, accanto al suo compagno di nazionale Cameron Hepple. Verso la fine della stagione 2009 ha firmato un contratto con il Ma Pau nella TT Pro League.

### Nazionale
Hall ha fatto il suo debutto per le Bahamas nel settembre 2006 in una partita di qualificazione per la Coppa dei Caraibi contro le Isole Cayman. Aveva guadagnato 10 presenze fino a novembre 2008, 4 delle quali nelle partite di qualificazione alla Coppa del Mondo FIFA 2010. Nel 2008 Hall diventa capitano della squadra nazionale.